# Cryptotis aroensis
Cryptotis aroensis — вид ссавців родини сорочкових (Soricidae). Це ендемік Венесуели. Cryptotis aroensis мешкає в хмарних лісах на висоті від 1400 до 1940 м. Як і їхні родичі, цей вид займає простори в лісовому ґрунті, переважно в скелястих районах з великою кількістю мохів та інших мохоподібних; місця, де було зібрано цей вид, дуже вологі, поблизу ярів, з густою рослинністю та високою присутністю деревних папоротей. Цей вид не обмежений жодними факторами мікробіотопів, оскільки здатний виживати на вже наявних пасовищах і сільськогосподарських угіддях.